# Club Social y Deportivo Liniers
El Club Social y Deportivo Liniers es un club de fútbol argentino, fundado el 2 de julio de 1931. Su sede se encuentra ubicada en el barrio de  Villegas, La Matanza, perteneciente a la provincia de Buenos Aires.
Su estadio lleva el nombre de Juan Antonio Arias, y tiene una capacidad de alrededor de 3000 espectadores. Participa de la Primera B, tercera división de los equipos directamente afiliados a la AFA.

## Historia

### Orígenes
Los orígenes de Liniers se remontan a su antecesor, el Liniers Sport Club, fundado el 7 de febrero de 1919 en el barrio de Liniers. Ese mismo año se afilió a la Asociación Argentina de Football, compitiendo en Segunda División. Producto de la escisión sufrida ese año en la Asociación, fue promovido a División Intermedia para 1920.
En 1921 tuvo su apogeo, cuando ganó la Zona Sur y disputó la final por el sexto ascenso ante Dock Sud, ganador de la Zona Norte, donde cayó por 3 a 0 en el partido desempate.
En 1922, se afilió a la Asociación Amateurs de Football. Incorporado a División Intermedia, en 1923 volvió a pelear por el ascenso a Primera División, al igualar en el primer lugar con Liberal Argentino. El 13 de enero de 1924, en cancha de Racing, cayó por 3 a 2 en el desempate. En los años posteriores continuó haciendo buenas campañas, sin lograr clasificarse a la final por el ascenso.
En 1927 se afilia a la Asociación Amateurs Argentina de Football y, en medio de la fusión y de la reestructuración del fútbol argentino, la División Intermedia pasa a la tercera división. Aquel año alcanzó por primera vez el subcampeonato, quedando debajo de Unión de Caseros, que obtuvo el ascenso. En 1930 realizó su última buena campaña, quedando segundo en su sección y afuera del cuadrangular por el ascenso.

### La fusión y la fundación
El 2 de julio de 1931, un grupo de jóvenes fundan el club Sarmiento. Al perder la cancha se fusionaron con el Club Atlético Sportivo Liniers Sud. Practicó fútbol amateur hasta que en 1941, cuando se afilió a la A.F.A. y empezó a cotejar en la sección Ascenso de la Tercera División.
Recién, en 1947 consiguió la personería jurídica con el nombre Club Atlético Liniers. En 1948 se lo renombró al actual Club Social y Deportivo Liniers. Fue en 1950 el primer campeón de Primera D, luego de la reestructuración del fútbol.

### Campeón de la temporada 1989/90 y 2021
En 1990 se consagró campeón por segunda vez de la ya renombrada como Primera D, al adjudicarse el primer lugar de la temporada de 1989-90 con 54 puntos.
El 21 de noviembre de 2021, tras igualar por 1 a 1 con Berazategui en el partido de vuelta de la final, se consagró campeón de la Primera D por tercera vez en su historia y obtuvo el ascenso a Primera C.

### Actualidad
En 2023, frente a JJ Urquiza consigue el récord del gol más rápido de la historia del fútbol argentino, marcándolo a cuatro segundos de iniciado el partido. El tanto lo marcó Julián Rodríguez Seguer.
El 24 de octubre de 2023, mientras el club disputaba el Torneo Reducido por el cuarto ascenso a la Primera B, la AFA resolvió la eliminación del tercer descenso de la Primera Nacional, que hubiese sido hacia la Primera B, debido a que hubiese sido para un equipo directamente afiliado. Esta medida le permitía el ascenso a Liniers, debido a que el reglamento ofrecía ascensos adicionales a fin de que la Primera B 2024 contara con 22 participantes. Sin embargo, el ascenso se confirmó el 12 de diciembre mediante el oficial anuncio de la AFA.

## Clásico y rivalidades

### Clásico Laferrere-Liniers
- Presione aquí para ver la historia del Clásico Laferrere-Liniers.

Liniers y Lafe animaron un clásico emotivo y a puro gol.
Tras la victoria de la Topadora en el clásico, luego de estar 2 abajo.Diario Popular, 25 de marzo 2011 
El clásico Liniers-Laferrere,  conocido y nombrado como el "Clásico de La Matanza"  o Clásico Matancero es un duelo de futbol de ascenso en Argentina, cuyo primer cruce se remonta hace 45 años, el 15 de septiembre de 1979. El antagonismo entre las instituciones creció paulatinamente desde mediados de los 80' cuando pelearon el ascenso a Primera C en 1986 y Liniers posteriormente se instala en el barrio de Villegas, donde la cercanía de los estadios de ambos equipos es de 7,5 kilómetros dentro del Partido de La Matanza, conectados por Av Crovara retomando ruta 21.
 Los clásicos hay que ganarlos. ¿Cómo?, es realmente muchas veces importa y poco. Así lo entendió Liniers, quien en cancha de Argentino de Merlo, venció a Lafe en lo que fue una nueva edición del clásico de La Matanza.Diario Olé, 29 de febrero, 2024 
 
Este clásico cuenta con partidos memorables, en 1980 en cancha de Laferrere, Liners luego de ir perdiendo 3 tantos a 1 da vuelta el marcador para finalmente ganar por 3 a 4 con un triplete a sus 16 años de Blas Giunta. Los equipos pelearon varios torneos y ascendieron de categoría conjuntamente en 1986 a Primera C y en 2023 a Primera B.
Clásico Laferrere-Liniers, La Topadora de San Justo y el Villero de Gregorio de Laferrere protagonizan el clásico de La Matanza.TyC Sports, 14 de abril de 2022.
Cada enfrentamiento es disputado fuertemente, que originó secuelas como despidos de entrenadores,  también polémicas en AFA donde en 2011 se le dio por perdido un partido definitorio a Laferrere por mala inclusión de un jugador ante el reclamo de Liners. La rivalidad y vecindad generaron hechos folclóricos dónde llegaron a cruzarse las cuentas oficiales de cada equipo.

### Rivalidades
- General Lamadrid: Mantiene una fuerte rivalidad con General Lamadrid. Estos equipos se han cruzado tanto en la Primera C como en la Primera D, con encuentros decisivos a la hora de pelear ascensos o conservar la categoría.[32]
- Lugano: También sostiene una rivalidad con Lugano. Estos clubes disputan un duelo que enfrenta a los barrios de Tapiales y Villegas, ambos del Partido de La Matanza.[33][34]

## Estadio y Sede Social

### Las primeras canchas
Cuando el club se fundó en el año 1931 su estadio se encontraba en la actual Plaza Sarmiento, en el barrio de Liniers, aunque rápidamente se mudó a otro terreno en el mismo barrio delimitado por la Avenida General Paz entre Boquerón y Peribebuy. Este recinto lo tuvo hasta un año desconocido, siendo el último dentro de los límites de la Ciudad de Buenos Aires y del barrio que da a su nombre que tendría en su historia, mudándose a un predio ubicado en la localidad de Lomas del Mirador delimitado por las calles Charcas, Posadas, Paso y la Avenida Iparaguirre, en el cual se mantendría hasta 1941. Ese año se afilia a la AFA y se muda a un nuevo estadio, ubicado en la misma localidad pero ubicado entre las avenidas Iparaguirre y Díaz Vélez, donde en la actualidad se encuentra la escuela Antártida Argentina y donde se mantendría unos pocos años, hasta 1945.

### El estadio de Gaona y General Paz
Sin embargo, al año siguiente Liniers ya poseía un nuevo estadio, ubicado en la intersección de la Avenida General Paz y la Avenida Gaona, también delimitado por las calles San Ignacio y Santiago de Liniers, en la localidad de Ciudadela. Esta sería su cancha durante más de dos décadas y la que lo vería alcanzar los máximos logros de su historia, entre ellos el ascenso a la Primera B. Lamentablemente, el club perdería el terreno a fines de la década de 1960: el mismo pertenecía a un convento de monjas que lo reclamó para su uso y el club se quedó sin estadio. En la actualidad el predio sirve como terminal de la Línea 99 de colectivos donde, se dice, aún se pueden observar tablones del viejo estadio.
Si bien algunas fuentes afirman que el predio fue utilizado por el club hasta 1970, el último partido del que se tiene registro fue en el Torneo de Primera B 1968, cuando Liniers empató por 1 a 1 ante Almirante Brown. Curiosamente, ese equipo había hecho de local en el estadio de Liniers algunas fechas antes y unos meses más tarde inauguraría su actual estadio que se encuentra en la misma localidad que el predio que los dirigentes comprarían en la década de 1980 en el cual inauguraría su estadio actual años más tarde.

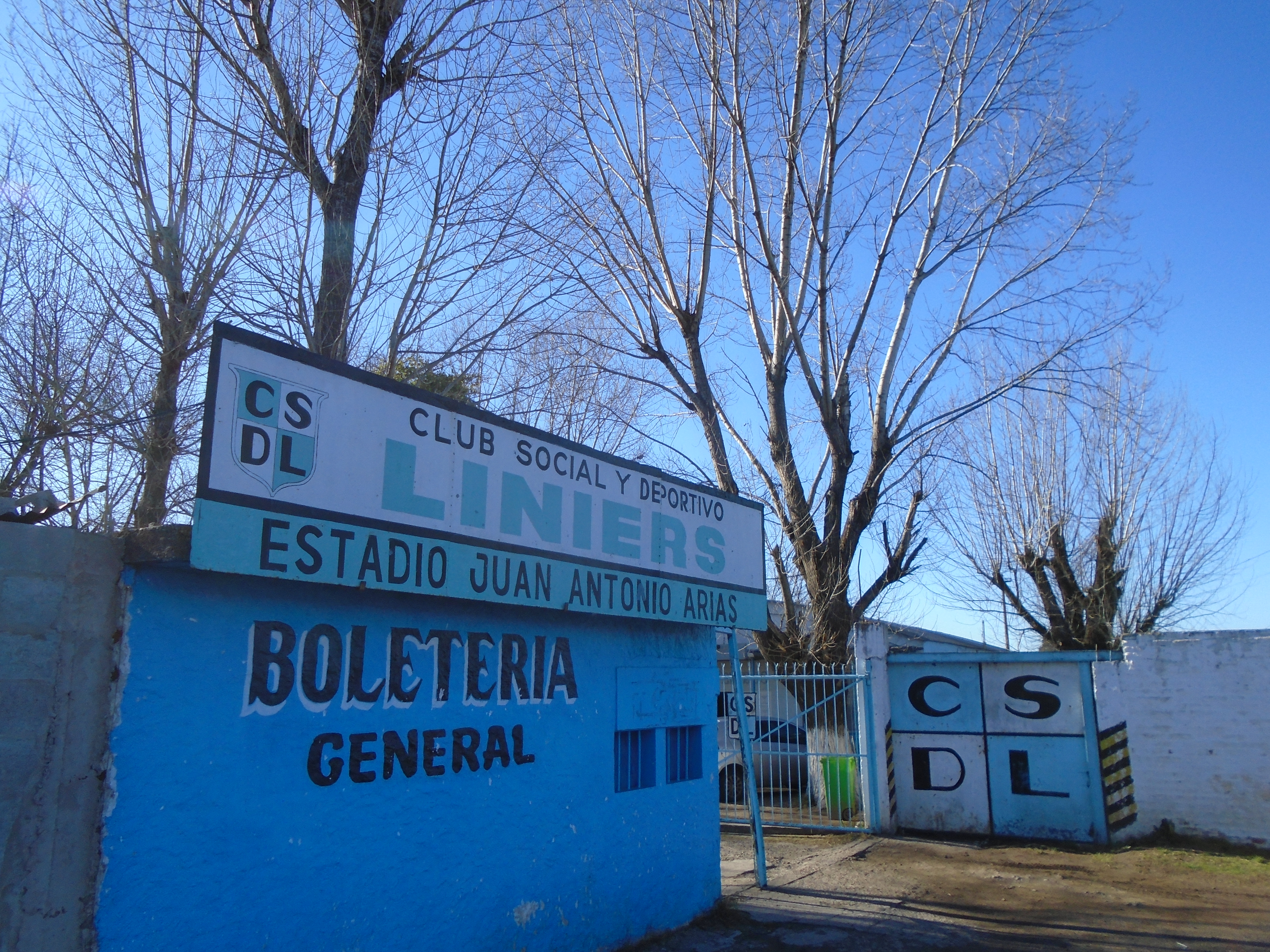
Acceso exterior al estadio Juan Antonio Arias (Club Social y Deportivo Liniers).

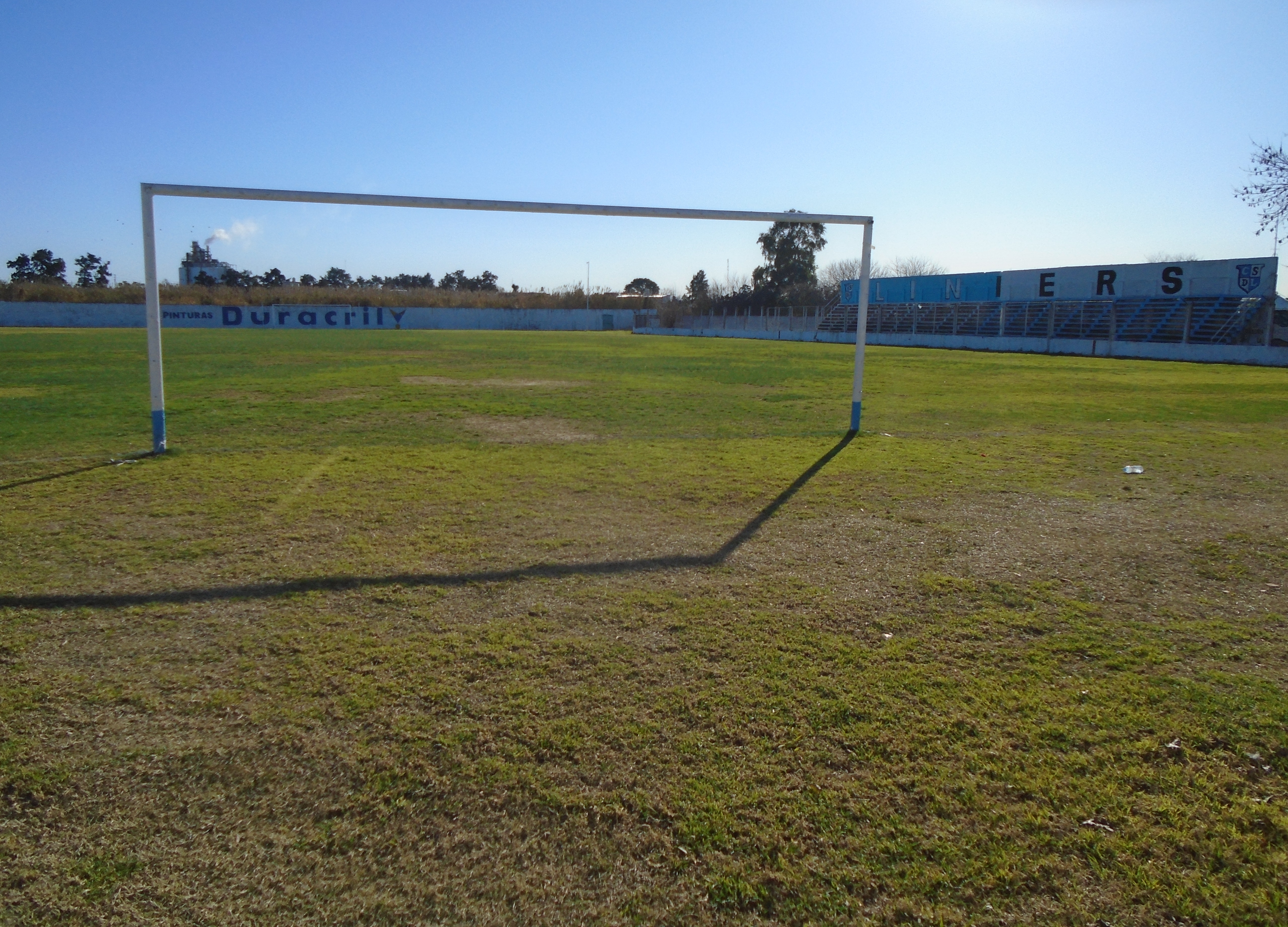
Interior del estadio Juan Antonio Arias (Club Social y Deportivo Liniers).

### La recuperación de la sede y el estadio propio
A principios de la década del '70, luego de perder su cancha ubicada en Ciudadela Norte, también pierde su sede social, ubicada en el barrio porteño que dio nombre al club, sobre la calle Madero. Sin embargo, primero recupera la sede social en el barrio de Liniers, esta vez sobre la calle José León Suárez, mientras que en 1983 compró ocho hectáreas en San Justo, La Matanza al Estado Nacional, donde construyó su actual sede y estadio. Si bien se suele mencionar que el predio se encuentra en Justo Villegas, esa referencia está relacionada con una estación de tren con esa denominación que se encuentra cerca del estadio. Paradójicamente, dicha estación se encuentra geográficamente en una localidad diferente a la del estadio, Ciudad Evita. 
Luego de la compra de hectáreas en el año 1983, finaliza la construcción del estadio y lo inaugura el 12 de diciembre de 1987 en un encuentro de la Primera C 1987-88 ante Flandria. El nombre, Juan Antonio Arias, fue puesto en honor a uno de los dirigentes que se encargaron de gestionar tanto la compra de los terrenos donde está emplazado el estadio como la construcción del mismo. Tiene capacidad para albergar 3000 espectadores.

#### Paradoja de la "cancha torcida"
El 3 de octubre de 2016 la AFA clausuró el estadio de Liniers por falta de encuadre. La prueba está en que si uno de los arqueros saca desde su área con rectitud, potencia y precisión perfectas, la pelota no acabará en el arco de enfrente -tal como indicaría la lógica- sino que se irá desviada por la línea de fondo. Una toma cenital del Google Maps permite distinguir con claridad que el perímetro de la cancha, en vez de ser un rectángulo de simetrías, deviene en un trapezoide casi delirante.
En diciembre de 2016 se concluyeron los trabajos de corrección y la AFA le permitió volver a jugar en su propio campo.

## Uniforme
- Uniforme titular: Camiseta celeste con franja vertical cian, pantalón blanco, medias blancas.
- Uniforme alternativo: Camiseta blanca una rayas verticales azules, pantalón azul, medias azules.

### Indumentaria y patrocinador
| Período       | Proveedor |
| ------------- | --------- |
| 1980-1989     | Uribarri  |
| 1989-1991     | Uhlsport  |
| 1991-1993     | San Marco |
| 1993-1996     | Bruni     |
| 1996-1998     | Penalty   |
| 1998-2002     | EZ        |
| 2002-2003     | Don Balón |
| 2003-2005     | Tolone    |
| 2005-2014     | Dana      |
| 2014-2015     | Diproal   |
| 2016-2022     | De Aká    |
| 2023          | Fanáticos |
| 2023-Presente | Fortius   |

| Período       | Patrocinador                            |
| ------------- | --------------------------------------- |
| 1993-1994     | Bruni                                   |
| 1994-1996     | GNC Galileo                             |
| 1996-1998     | Credial                                 |
| 1998-2000     | Vinos San Javier                        |
| 2000-2002     | Nacari                                  |
| 2002-2005     | Transportes Universales                 |
| 2005-2012     | Credial                                 |
| 2012-2013     | Ninguno                                 |
| 2013-2015     | Transportes Universales                 |
| 2016          | Rutatlantica/Transportes Universales    |
| 2016-2017     | Rutatlantica/Grangy's                   |
| 2017-2018     | Grangy's/Santa Birra                    |
| 2018-2019     | Bar A/La Santiagueña                    |
| 2019-2021     | Tacsa/La Santiagueña                    |
| 2022          | Tacsa/La Santiagueña/Rounet             |
| 2023          | Dibra/Tacsa/La Santiagueña              |
| 2024-Presente | Refrigeración Omar/Dibra/La Santiagueña |

## Jugadores

### Plantel 2025
- Actualizado el 15 de febrero de 2025.

## Inferiores
En el club se iniciaron varios jugadores reconocidos como Blas Giunta, exjugador de Boca Jrs. y San Lorenzo;  Ariel Montenegro, exjugador de Huracán; Pablo Michelini, exjugador de San Lorenzo y Racing; Mario Pobersnik, exjugador de Ferro y Banfield; Marcelo Agoglia, exjugador de Deportivo Español; Maximiliano Castano, exjugador de Quilmes y Almagro; Jorge Cordon, exjugador de Ferrocarril Oeste; Enrique Primerano, exjugador de Almirante Brown; Cristian "el Ogro" Fabbiani, exjugador de River Plate, All Boys, Indpte. Rvia. (Mza.), Lanús y Newells, entre otros.

## Entrenadores
- Sebastián Quercia (2008-2008)
- Daniel Messina (2008-2008)
- Osvaldo Ruggero (2008-2010)
- Ariel Melián (2010-2011)
- Fernando Zamacola (2011-2011)
- Carlos Amodeo (2011-2011)
- Iván Scaffidi y Rolando Morrone (2011-2011)
- Rodolfo de Paoli (2011-2012)
- Luis Gonzalez (2012-2012)
- Norberto D'Angelo (2012-2013)
- Gabriel Farías (2013-2014)
- Rolando Morrone (2014-2014)
- Juan Saitta (2014-2016)
- César Aguirre (2016-2018)
- Damián Troncoso (2018-2021)
- Fabián Cabello (2021-2021)
- César Monasterio (2021-2023)
- Gastón De Armas (2023-2023)
- Guillermo De Lucca (2023-2024)
- Diego H. Herrero (2024- presente)

## Datos del club
Actualizado hasta la temporada 2024 inclusive.
Total de temporadas en AFA: 87
- Temporadas en Primera División: 0
- Temporadas en Segunda División: 4
  - en Segunda División: 1 (1934)
  - en Primera B: 3 (1968-1970)
  - en Primera Nacional: 0
- Temporadas en Tercera División: 35
  - en Tercera División: 1 (1935)
  - en Primera C: 33 (1941-1949, 1951-1967, 1971, 1973-1978)
  - en Primera B Metropolitana: 1 (2024)
- Temporadas en Cuarta División: 31
  - en Primera C: 21 (1986/87-1987/88, 1990/91, 1993/94-2003/04, 2010/11-2013/14, 2016, 2022-2023)
  - en Primera D: 10 (1950, 1972, 1979-1986)
- Temporadas en Quinta División: 17
  - en Primera D: 17 (1988/89-1989/90, 1991/92-1992/93, 2004/05-2009/10, 2014-2015 y 2016/17-2021)
- Temporadas desafiliado: 5 (1936-1940)

## Palmarés

### Campeonatos nacionales
Estos son los títulos oficiales de Liniers:
| División              | Campeón (3)    | Subcampeón (5)                      |
| --------------------- | -------------- | ----------------------------------- |
| Cuarta División (1/1) | 1950.          | 1972.                               |
| Quinta División (2/4) | 1989/90, 2021. | 1988/89, 2004/05, 2005/06, 2018/19. |

### Otros logros
- Ascenso a Primera B por Torneo Reclasificatorio (1): 1967
- Ascenso a Primera C por Torneo Reducido (2): 1992/93 y 2015
- Ascenso a Primera C por reestructuración (1): 1986
- Ascenso a Primera C en octogonal (1): 2009/10
- Clausura 2006 (no ascendió)
- Apertura 2019/20 (no ascendió)
- Clausura 2021

## Goleadas

### A favor
- En Primera B: 5-2 a Deportivo Español en 1969
- En Primera C: 7-0 a Estrella Blanca en 1941
- En Primera C: 8-2 a Defensores de Almagro en 1971

- En Primera D: 11-0 a Atlas en 1972

### En contra
- En Primera B: 0-7 vs Almirante Brown en 1969
- En Primera B: 0-7 vs Tigre en 1970
- En Primera C: 1-11 vs San Telmo en 1945 y 1-6 vs Talleres (RdE) en 1961
- En Primera D: 1-6 vs Juventud Unida en 1992
- En Primera D: 1-6 vs Berazategui en 2007